# Offretita
L'offretita és un mineral de la classe dels silicats que pertany al grup de la zeolita. Va ser anomenada en honor d-Albert Jules Joseph Offret (1857-1933), professor de la Universitat de Lió.

## Característiques
L'offretita és un silicat de fórmula química KCaMg(Si13Al₅)O36·15H₂O. Cristal·litza en el sistema hexagonal. Els cristalls formen prismes hexagonals, que poden ser buits, estriats verticalment, de fins a 3 mm; també en formes hemisfèriques amb estructura radiant. Típicament aquest mineral es troba en complexos sobrecreixements sobre erionita i levyna. La seva duresa a l'escala de Mohs és d'entre 4 i 4,5. És molt difícil de diferenciar de l'erionita.
Segons la classificació de Nickel-Strunz, l'offretita pertany a «02.GD: Tectosilicats amb H₂O zeolítica; cadenes de 6-enllaços – zeolites tabulars» juntament amb els següents minerals: gmelinita-Ca,
gmelinita-K, gmelinita-Na, willhendersonita, cabazita-Ca, cabazita-K, cabazita-Na, cabazita-Sr, cabazita-Mg, levyna-Ca, levyna-Na, bellbergita, erionita-Ca, erionita-K, erionita-Na, wenkita, faujasita-Ca, faujasita-Mg, faujasita-Na, maricopaïta, mordenita, dachiardita-Ca, dachiardita-Na, epistilbita, ferrierita-K, ferrierita-Mg, ferrierita-Na i bikitaïta.

## Formació i jaciments
L'offretita es forma en revestiments de cavitats en basalt. Va ser descoberta al mont Semiol, a Châtelneuf (Alvèrnia-Roine-Alps, França). També ha estat descrita a Alemanya, l'Arabia Saudita, l'Argentina, Austràlia, Àustria, Costa Rica, Espanya, els Estats Units, Finlàndia, França, les Terres Australs i Antàrtiques Franceses, Hongria, Itàlia, Nova Zelanda, Polònia, la República Txeca i Ucraïna.
Sol trobar-se associada a altres minerals com: erionita, levyna, celadonita, montmoril·lonita sobretot i zeolites en general.